# Markocice Przystanek
Markocice Przystanek – nieczynny wąskotorowy przystanek osobowy w Bogatyni, w dzielnicy Markocice; w województwie dolnośląskim, w Polsce. Został otwarty w 1884 roku. Zlikwidowany został w 1964 roku.